# Bactromantis
Bactromantis är ett släkte av bönsyrsor. Bactromantis ingår i familjen Thespidae.
Kladogram enligt Catalogue of Life:
| Bactromantis | \| \| Bactromantis mexicana \| \| \| \| \| \| Bactromantis virga \| \| \| \| |
|              | \| \| Bactromantis mexicana \| \| \| \| \| \| Bactromantis virga \| \| \| \| |
|              | Bactromantis mexicana                                                        |
|              |                                                                              |
|              | Bactromantis virga                                                           |
|              |                                                                              |